# Starting Over (1979)
Starting Over (Brasil: Encontros e Desencontros / Portugal: Amar de Novo) é um filme norte-americano de 1979, do gênero filme de comédia, dirigido por Alan J. Pakula  e estrelado por Burt Reynolds e Jill Clayburgh.

## Notas de produção

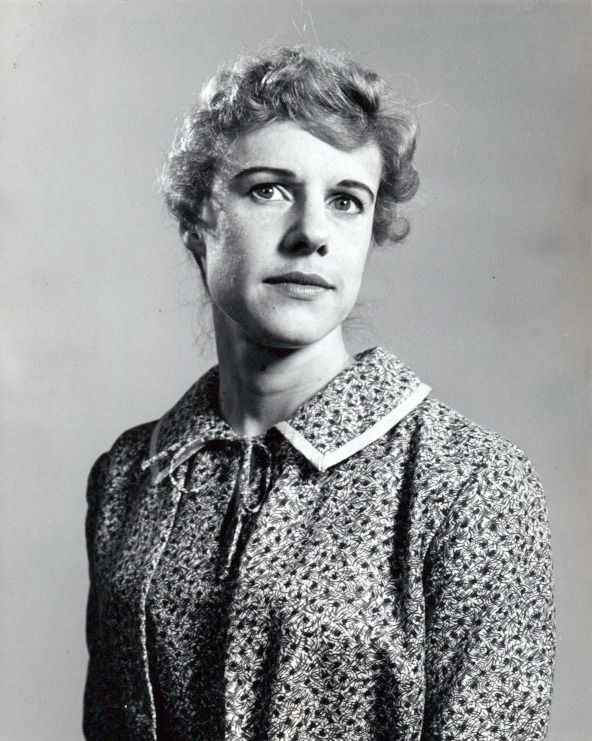
Frances Sternhagen, aqui em fotografia de 1962, fez carreira no teatro a partir de 1953, tendo recebido um Tony Award por The Good Doctor (1973). Estreou no cinema em 1967, no drama social Up the Down Staircase, dirigido por Robert Mulligan. Apareceu, também em Outland, Doc Hollywood e Raising Cain, entre outros. Participa ativamente de telesséries e filmes para a TV.